# För kärlekens skull – Det bästa med Ted Gärdestad
För kärlekens skull – Det bästa med Ted Gärdestad är ett samlingsalbum från 2007 av den svenske artisten Ted Gärdestad.

## Låtlista

### CD1
| Nr           | Titel                    | Längd   |
| ------------ | ------------------------ | ------- |
| 1.           | Jag vill ha en egen måne | 3:19    |
| 2.           | Snurra du min värld      | 3:01    |
| 3.           | Räcker jag till          | 3:02    |
| 4.           | I dröm och fantasi       | 4:05    |
| 5.           | Så mycket bättre         | 3:56    |
| 6.           | Helena                   | 3:17    |
| 7.           | Jag ska fånga en ängel   | 3:54    |
| 8.           | Sol, vind och vatten     | 3:10    |
| 9.           | Oh, vilken härlig da'    | 3:22    |
| 10.          | Come give me love        | 3:28    |
| 11.          | Kom i min fantasi        | 2:35    |
| 12.          | Kaliforniens guld        | 2:35    |
| 13.          | Universum                | 3:49    |
| 14.          | Öppna din himmel         | 2:51    |
| 15.          | Buffalo Bill             | 3:57    |
| 16.          | Goliat från Gat          | 4:00    |
| 17.          | Viking                   | 3:49    |
| 18.          | Can't stop the train     | 3:23    |
| Total längd: | Total längd:             | 1:01:33 |

### CD2
| Nr           | Titel                            | Längd   |
| ------------ | -------------------------------- | ------- |
| 1.           | Eiffeltornet                     | 3:10    |
| 2.           | Rockin' n' Reelin'               | 2:51    |
| 3.           | Angela                           | 3:03    |
| 4.           | Franska kort                     | 4:03    |
| 5.           | Chapeau-claque                   | 3:42    |
| 6.           | Kejsarens kläder                 | 3:59    |
| 7.           | När showen är slut               | 3:27    |
| 8.           | Magical girl                     | 4:26    |
| 9.           | Satellit                         | 4:18    |
| 10.          | Love you're makin' all the fools | 3:26    |
| 11.          | Back in the business             | 3:48    |
| 12.          | Just for the money               | 4:34    |
| 13.          | Puddle of pain                   | 3:19    |
| 14.          | Love lies free                   | 4:18    |
| 15.          | You got me dancing               | 4:08    |
| 16.          | Reason                           | 4:46    |
| 17.          | Darling it's you                 | 5:24    |
| Total längd: | Total längd:                     | 1:06:42 |

### CD3
| Nr           | Titel                       | Längd   |
| ------------ | --------------------------- | ------- |
| 1.           | Låt kärleken slå rot        | 4:49    |
| 2.           | Stormvarning                | 4:20    |
| 3.           | Låt solen värma dig         | 3:36    |
| 4.           | För kärlekens skull         | 4:04    |
| 5.           | Himlen är oskyldigt blå     | 4:34    |
| 6.           | Ge en sol                   | 3:02    |
| 7.           | Lyckliga dagar              | 4:33    |
| 8.           | Hon är kvinnan              | 3:32    |
| 9.           | Hoppets eld                 | 2:53    |
| 10.          | Champagnegatan              | 4:27    |
| 11.          | Natt efter natt             | 3:16    |
| 12.          | Kärleken är störst          | 3:11    |
| 13.          | I den stora sorgens famn    | 4:38    |
| 14.          | I'd rather write a symphony | 4:05    |
| 15.          | Nobody loves you now        | 2:35    |
| Total längd: | Total längd:                | 0:57:35 |

## Listplaceringar
| Lista (2007, 2010) | Topplacering |
| ------------------ | ------------ |
| Sverige            | 3            |

### Fotnoter
1. ↑  Placeringar på den svenska albumlistan